# Jakob Sigurðarson
Jakob Sigurðarson, né le 4 avril 1982, à Reykjavík, en Islande, est un joueur islandais de basket-ball. Il évolue au poste d'arrière.

## Palmarès
- Champion de Suède 2011